# HD81421
HD81421 — хімічно пекулярна зоря спектрального класу A3, що має видиму зоряну величину в смузі V приблизно  7,1.
Вона  розташована на відстані близько 228,2 світлових років від Сонця.

## Фізичні характеристики
Телескоп Гіппаркос зареєстрував фотометричну змінність  даної зорі з періодом    0,49 доби в межах від  Hmin= 7,10 до  Hmax= 7,06.